# Фики д'Антуоно (Потенца)
Фики д'Антуоно (итал. Fichi d'Antuono) је насеље у Италији у округу Потенца, региону Базиликата.
Према процени из 2011. у насељу је живело 29 становника. Насеље се налази на надморској висини од 553 м.